# Last Year Was Complicated
A Last Year Was Complicated Nick Jonas amerikai énekes harmadik stúdióalbuma. 2016. június 10-én jelent meg az Island és a - többek között Jonas által alapított - Safehouse Records kiadásában. Az albumon többek közt olyan közreműködők hallhatók, mint a svéd Tove Lo, az amerikai Ty Dolla $ign, Big Sean és Daniella Mason. Az album első kislemeze, a Close 2016. március 25-én jelent meg.

## Háttér
| „                                   | “Amikor először nekiálltam a munkának, azt hittem tudom miről fog szólni... Aztán átestem egy szakításon. Akkor teljesen világossá vált miről fog szólni az egész... És hogy nagyon mélyre kell ásnom... Az élet nagyon kemény néha... Újraélni ezeket az élményeket a zenén keresztül nagyon nehéz." | ” |
| – Nick Jonas, az album készítéséről | |   |

2015. augusztus 5-én Jonas élőben előadta az Under You című számot először az új albumról az iHeartRadio Music Summit-on. 2016 februárjában a Complex magazin címlapján szerepelt, és a vele készült interjúban elárult két dalcímet az albumról, valamit bejelentette, hogy Corin Roddickkal is együtt dolgozik. Még ugyanabban a hónapban nyilvánosságra került, hogy az amerikai rapper Ty Dolla $ign valamint egy egyelőre titkós női előadó is közreműködik az albumon. Jonas azt is elárulta, hogy ehhez az albumhoz is segédkezik Jason Evigan és Sir Nolan.
2016. március 16-án Jonas több Twitter-üzenetben bejelentette az új album címét, megjelenési idejét és tracklistáját. Az albumon másfél évig dolgozott, Twitter üzenetéből idézve: "Az élet nagyon kemény néha... Újraélni ezeket az élményeket a zenén keresztül nagyon nehéz." Egy rádióinterjúban Jonas az mondta, hogy az album eredeti címe Unhinged (Tébolyodott) lett volna, ám egy Jay Z-vel folytatott beszélgetés után azt megváltoztatta, így lett az album címe Last Year Was Complicated (Előző év bonyolult volt).

## Promóció
Két dal az albumról (a Don't Make Me Choose és az Under You) szerepelt Jonas 2015-ös Nick Jonas: Live in Concert elnevezésű turnéján. Az album hivatalos népszerűsítése a Honda Civic által támogatott Future Now turnéval kezdődött, Demi Lovatoval karöltve. 2016 márciusában Jonas bemutatott 4 dalt egy televíziós fórumon, ahol újságírók és más médiaszereplők voltak jelen. 2016 áprilisában az amerikai Saturday Night Live kabaréműsor vendége volt, ahol a Champange Showers és a Close című dalt adta elő Tove Lo közreműködésével. Szintén áprilisban Jonas a Bacon, Close és Voodoo dalokkal lépett fel a New Orleans Jazz Fesztiválon. Itt bejelentette, hogy a Voodoo című számhoz videóklip is készül.
Az amerikai country-show-műsorban, a CMT Crossroads-ban előadta a Chainsaw és a Close dalokat Thomas Rhett és Danielle Bradbery társaságában. Jonas és Tove Lo élőben lépett fel a 2016-os Billboard zenei díjátadón, előtte pedig még számos helyen népszerűsítették Jonas új albumát: április végén a Jimmy Kimmel showban, májusban pedig Ellen DeGeneres műsorában Később, 2016 nyarán Jonas az amerikai Today show vendége volt, ahol a Jealous, Close, Champagne Problems és Bacon című dalokat adta elő Az év folyamán még egy amerikai üzletlánc, a Target
meglepetésvendége volt egy spontán rendezett koncerten.

### Kislemezek
Az album első kislemeze, a Close 2016. március 25-én jelent meg, amelyen a svéd énekesnő, Tove Lo is közreműködik.
A Bacon (km. Ty Dolla $ign) eredetileg csak promóciós kislemezként jelent meg 2016 júniusában, júliusban azonban második kislemezként küldték szét az amerikai rádióknak a Chainsaw helyett, ami már korábban be lett jelentve kislemeznek. Videóklip is készült a dalhoz, ami a Tidal videómegosztó oldalon jelent meg először 2016 június 6-án.

### Promóciós kislemezek
Champagne Problems volt az album első promóciós kislemeze, amely 2016 április 8-án jelent meg. Novemberben a dalhoz klip is készült. A Chainsaw a Bacon későbbi kislemezzé avanzsálása miatt csak promóciós formában jelent meg 2016 májusában, ám ehhez a dalhoz is klip készült, amelyet Luke Monaghan rendezett.

### Egyéb dalok
Az Under You 2016 júniusában Új-Zélandon felkerült a slágerlistákra, és még abban a hónapban klip is készült hozzá. Október 11-én a Voodoo korábban beígért klipje felkerült a Tidal videómegosztóra, később a YouTube-ra is.

## Kritikai fogadtatás
A Last Year Was Complicated összességében pozitív kritikai visszhangot kapott. Stephen Thomas Erlewine az AllMusic munkatársa szerint az album "sokkal biztosabbnak hangzik, mint a 2014-es Nick Jonas lemez", kiemelte továbbá, hogy "az egész Last Year Was Complicated tökéletesen mozog egy kiválóan előállított pop-konfekció és személyes vallomás között: nem biztos, hogy szívfacsaró, de érződik, hogy szívből szól." Nolan Feeney az Entertainment Weekly magazinban megjelent értékelésében azt írta, hogy "az album a 2014-es lemez neon pop-R&B hangzásához hasonló, ám a daloknak teljesen új, érett megnyilvánulásuk van." Keith Harris a Rolling Stone magazinban azt írta, hogy Jonas "csinos és sokoldalú" az albumon. Kiemelten dicsérte Jonas „rugalmas fejhang”-ját, ami "szükség szerint olykor fájdalmasan, olykor vonzóan hangzik, lehetővé téve neki, hogy kialakítsa a saját hangzásvilágát a pop és az R&B határán." Sam C. Mac, a Slant Magazine munkatársa megjegyezte, hogy a szakítás-téma ellenére a Last Year Was Complicated sokkal lendületesebb és színesebb dalok gyűjteménye, mint a Nick Jonas. Ugyanakkor megjegyezte, hogy Jonas "mint énekes, nem mindig hajlandó fejlődni a zenéjével." Harriet Gibsone a The Guardian újságírója kiemelte, hogy "Nagyon sok hirtelen fordulat van ezen a csillogó, vonzó albumon, de [...] nem eléggé hozzáértő vagy különleges ahhoz, hogy kiemelkedjen."

## Kereskedelmi teljesítmény
Az album a Billboard 200-as lista második helyén nyitott, első heti 66 000 példányszámos eladásával, amelyből 47,000 fizikai példány volt. Ezáltal azon a héten a Top Albums eladási listán első volt az Egyesült Államokban.

## Tracklista
| Eredeti verzió | Eredeti verzió                         | Eredeti verzió  | Eredeti verzió | Eredeti verzió | Eredeti verzió | Eredeti verzió | Eredeti verzió | Eredeti verzió | Eredeti verzió |
| #              | Cím                                    | Producer        | Hossz          |                |                |                |                |                |                |
| -------------- | -------------------------------------- | --------------- | -------------- | -------------- | -------------- | -------------- | -------------- | -------------- | -------------- |
| 1.             | Voodoo                                 | Evigan          | 3:10           |                |                |                |                |                |                |
| 2.             | Champagne Problems                     | Evigan          | 3:12           |                |                |                |                |                |                |
| 3.             | Close (Tove Lo közreműködésében)       | Mattman & Robin | 3:54           |                |                |                |                |                |                |
| 4.             | Chainsaw                               | Sir Nolan       | 3:19           |                |                |                |                |                |                |
| 5.             | Touch                                  | Mattman & Robin | 3:02           |                |                |                |                |                |                |
| 6.             | Bacon (Ty Dolla $ign közreműködésében) | Sir Nolan       | 3:02           |                |                |                |                |                |                |
| 7.             | Good Girls (Big Sean közreműködésében) | Evigan          | 3:56           |                |                |                |                |                |                |
| 8.             | The Difference                         | Evigan          | 3:41           |                |                |                |                |                |                |
| 9.             | Don't Make Me Choose                   | Sir Nolan       | 3:35           |                |                |                |                |                |                |
| 10.            | Under You                              | Payami          | 3:17           |                |                |                |                |                |                |
| 11.            | Unhinged                               | Sir Nolan       | 3:52           |                |                |                |                |                |                |
| 12.            | Comfortable                            | Evigan          | 4:34           |                |                |                |                |                |                |
| 42:34          |                                        |                 |                |                |                |                |                |                |                |

| Target deluxe verzió | Target deluxe verzió                               | Target deluxe verzió | Target deluxe verzió | Target deluxe verzió | Target deluxe verzió | Target deluxe verzió | Target deluxe verzió | Target deluxe verzió | Target deluxe verzió |
| #                    | Cím                                                | Producer             | Hossz                |                      |                      |                      |                      |                      |                      |
| -------------------- | -------------------------------------------------- | -------------------- | -------------------- | -------------------- | -------------------- | -------------------- | -------------------- | -------------------- | -------------------- |
| 13.                  | Testify                                            | LDN Noise            | 3?15                 |                      |                      |                      |                      |                      |                      |
| 14.                  | When We Get Home (Daniella Mason közreműködésében) | Jonas                | 3:04                 |                      |                      |                      |                      |                      |                      |
| 15.                  | That's What They All Say                           |                      | 3:03                 |                      |                      |                      |                      |                      |                      |
| 51:56                |                                                    |                      |                      |                      |                      |                      |                      |                      |                      |

| Nemzetközi Deluxe verzió | Nemzetközi Deluxe verzió | Nemzetközi Deluxe verzió | Nemzetközi Deluxe verzió | Nemzetközi Deluxe verzió | Nemzetközi Deluxe verzió | Nemzetközi Deluxe verzió | Nemzetközi Deluxe verzió | Nemzetközi Deluxe verzió | Nemzetközi Deluxe verzió |
| #                        | Cím                      | Producer                 | Hossz                    |                          |                          |                          |                          |                          |                          |
| ------------------------ | ------------------------ | ------------------------ | ------------------------ | ------------------------ | ------------------------ | ------------------------ | ------------------------ | ------------------------ | ------------------------ |
| 16.                      | Jealous                  | Sir Nolan                | 3:43                     |                          |                          |                          |                          |                          |                          |
| 17.                      | Chains                   | Evigan                   | 3:23                     |                          |                          |                          |                          |                          |                          |
| 18.                      | Levels                   | Kirkpatrick              | 2:47                     |                          |                          |                          |                          |                          |                          |
| 61:49                    |                          |                          |                          |                          |                          |                          |                          |                          |                          |

## A kiadás története
| Ország      | Időpont     | Változat        | Formátum                             | Kiadó  | Hivatkozás                  |
| ----------- | ----------- | --------------- | ------------------------------------ | ------ | --------------------------- |
| Világszerte | 2016.06.10. | Eredeti, Deluxe | CD, digitális letöltés, bakelitlemez | Island | [ 36 ] [ 37 ] [ 38 ] [ 39 ] |

## Fordítás
- Ez a szócikk részben vagy egészben a Last Year Was Complicated című angol Wikipédia-szócikk fordításán alapul.  Az eredeti cikk szerkesztőit annak laptörténete sorolja fel. Ez a jelzés csupán a megfogalmazás eredetét és a szerzői jogokat jelzi, nem szolgál a cikkben szereplő információk forrásmegjelöléseként.